# Leftfield
A Leftfield brit elektronikus zenei duó, amely 1989-ben alakult Londonban. Alapító tagjai Neil Barnes és Paul Daley voltak. Utóbbi korábban a The Rivals és A Man Called Adam tagja volt. 2010 januárjában Barnes újraalakította az együttest, Daley nélkül. Jelenleg Neil Barnes és Adam Wren alkotják a Leftfield-et. Első, Leftism című albumuk bekerült az 1001 lemez, amit hallanod kell, mielőtt meghalsz című könyvbe.
A duó nagy hatásúnak számít az elektronikus zene kifejlődésében. A Mixmag úgy írta le őket, mint az "egyetlen legbefolyásosabb brit tánczenei csapat". A progresszív house stílus úttörői is voltak, mivel az ő munkásságuk alapján fejlődött ki a kifejezés.

## Diszkográfia
- Leftism (1995)
- Rhythm and Stealth (1999)
- Alternative Light Source (2015)